# Мамонтьев, Юрий Викторович
Юрий Викторович Мамонтьев (род. 15 марта 1973, Ленинград) — советский и российский футболист, нападающий и полузащитник.

## Карьера
Начал играть в ленинградском «Зените», провёл за команду в первенствах СССР и России 84 матча, забил 9 мячей. 27 июня 1994 года в Калининграде в матче против «Балтики» получил тяжёлую травму, после которой не смог восстановиться и через два года закончил карьеру.